# Gunnislake
Gunnislake est un village des Cornouailles, en Angleterre. Le village fait partie de la paroisse civile de Calstock.